# Орегонский театр
Орего́нский театр (англ. Oregon Theatre или Oregon Theater) — секс-кинотеатр, расположенный в Ричмонде, юго-восточном пригороде Портленда (штат Орегон, США) . Здание будущего театра было построено в 1925 году. Первоначально в нём находились орга́н и сцена для эстрадных представлений. Позже, когда сооружение было переоборудовано, в нём демонстрировались фильмы разных жанров и направлений: как голливудские, так и арт-хаусные, как англо-, так и испаноязычные. В 1967 году владельцем здания стала семья Майзельсов, а в 1970-х годах, после капитального ремонта, в нём открылся секс-кинотеатр. Кинотеатр работает по настоящее время (осень 2015 года), являясь старейшим действующим порнографическим кинотеатром города, и остаётся в собственности членов семьи Майзельс.
Кинотеатр получил характеристику «менее отвратительного, чем большинство в своём роде», но в то же время считался «неуместным» во вновь разработанном плане развития Саутист-Дивижн-стрит. Он также считается «последним оплотом уходящей эпохи», ввиду популярности показов порнофильмов в городе в 1970-е годы и его статуса как последнего имущества, принадлежащего семье Майзельс. В 2004 году здание Орегонского театра было включено в список «инвестиционно-привлекательных и аутентичных мест» Саутист-Дивижн-стрит как сооружение, обладающее рядом ценных свойств для местного сообщества, включая добротную постройку, обращённый на улицу фасад и местного владельца.

## Описание и история

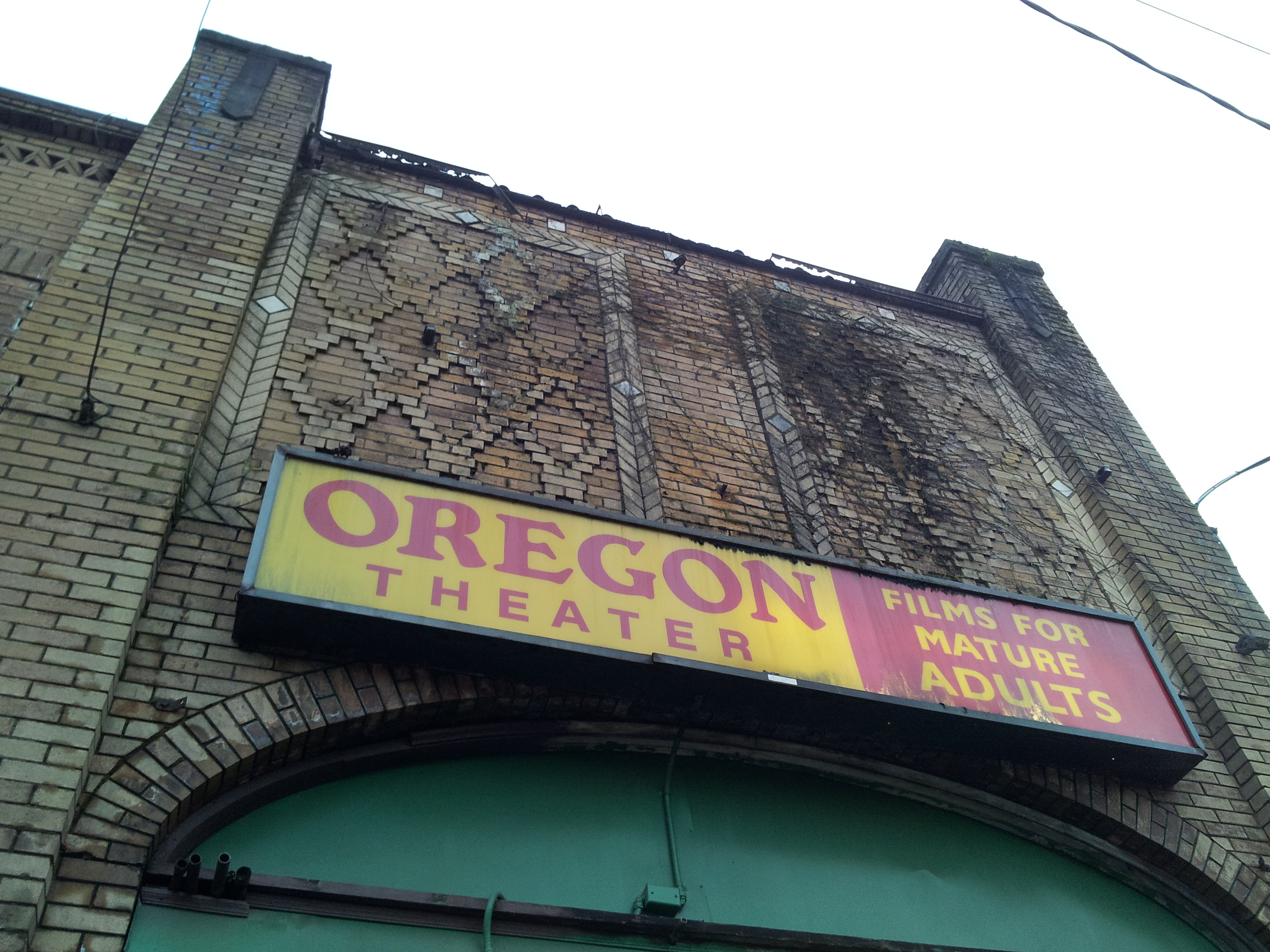
Детали архитектуры театра и вывески, 2014 год

Двухэтажное здание Орегонского театра площадью около 810 м² было спроектировано Хубертом Уильямсом. Дизайн сооружения был разработан в итальянском стиле с элементами коммерческого стиля «трамвайной эпохи» (Streetcar Era Commercial). Кирпичное сооружение дополняют стеклянные витрины, пояски, раздвижные окна на втором этаже, декоративная кладка парапетов и плоская крыша. Внутри здания расположен вместительный зрительный зал. На момент открытия театра в нём находился орга́н производства фирмы Wurlitzer стоимостью 16 000 долларов, декоративные светильники, прикреплённые к высокому куполообразному потолку, 750 стульев с высокими спинками, театральная сцена и экран размером 4,9 на 6,1 метра. Стоимость строительства сооружения составила 35 000 долларов. Открытие театра состоялось 4 сентября 1925 года с показа драматического фильма «Стил из конной полиции».
Первым владельцем здания была компания J. W. McFadden. Позже театр принадлежал Си Си и Лиди Мауди, Джей Эс Мидлтону, Oregon Theatre Co., Мэри Уотт и Эрнесту Бассу. В 1930 году J. W. Mcfadden Inc. изменили внешний вид передней двери и кассы театра, а также достроили новую кассу. В 1949 году в период реконструкции здания Конгрегационалистской объединённой Церкви Христа Уэверли-Хайтс, расположенного в нескольких кварталах от Орегонского театра, в нём проходили церковные службы и занятия учеников воскресной школы. Согласно Puget Sound Theatre Organ Society, орган театра был передан компании William Wood Organ Co., после чего установлен в студии портлендской радиостанции KXL. Главный вход театра, в том числе его двери и билетная касса, установленная в 1930 году, был реконструирован фирмой Ferguson Cassady Co. в 1954 году.
В 1967 году владельцем здания стала семья иммигрантов Майзельсов, которым также принадлежало ещё несколько кинотеатров в городе, включая «Театр Аладдин», ныне снесённый «Уолнат-парк», а также Encore, сейчас известный как Театр на Клинтон-стрит. В 1975 году под маркизой Орегонского театра были размещены алюминиевые листы и установлена световая система фирмы Broadway Sign Co.
Кинотеатр был построен в эру, когда бо́льшая часть населения США хотя бы раз в неделю ходила в местный кинотеатр, и до 1960-х годов в нём в основном показывались голливудские фильмы. Однако с приходом больших многозальных кинотеатров и телевидения большинство небольших кинотеатров перестали существовать либо перепрофилировались. Чтобы как-то продержаться, в Орегонском театре стали показывать арт-хаусное кино и даже фильмы на испанском языке.

### Секс-кинотеатр
В 1970-х годах здание было перепрофилировано в секс-кинотеатр. Толчком к этому преобразованию послужил огромный кассовый успех фильма 1972 года «Глубокая глотка», после которого множество кинотеатров по всей стране «пошло за деньгами» и перепрофилировалось в секс-кинотеатры. В одном только Портленде появилось более дюжины таких заведений, включая Орегонский театр. Однако рост популярности видеокассет и кабельного телевидения негативно сказался на посещаемости секс-кинотеатров, и к 2000-м годам семья Майзельсов продала всю свою недвижимость, за исключением Орегонского театра. По состоянию на 2015 год один из членов семьи Майзельс — Гейн — до сих пор владеет театром, который продолжает функционировать и является старейшим действующим секс-кинотеатром города.
После перепрофилирования заведения в секс-кинотеатр в помещении были установлены диваны и мягкие кресла. В 2005 году, по сообщениям The Portland Mercury, в кинотеатре ежедневно демонстрировались гетеросексуальные порнофильмы, кроме среды и субботы, когда показывались бисексуальные. В 2013 году обозреватель Portland Monthly в описании посещения кинотеатра написал, что, миновав зелёную дверь, посетитель оказывается в наклонном коридоре, стены которого выложены DVD с порнофильмами, а в конце «равнодушный швейцар» требует входную плату в размере 8 долларов. Внутри несколько десятков мужчин, в основном пожилых, в почти полной темноте занимают места на диванах. В фойе кинотеатра можно приобрести закуски, напитки и полотенца, также предоставляются бесплатные презервативы. На верхнем этаже есть расположены туалеты, причём женский, обычно запертый, от случая к случаю может использоваться как помещение для частных оргий. В передней части зрительного зала есть отгороженное место для пар. Рядом расположено деревянное сооружение с двумя рядами кабинок (по три в каждом), соединённых между собой с помощью Glory Hole. Есть также массажный стол, установленный прямо перед экраном.
Орегонский театр, наряду с другими секс-кинотеатрами города и магазинами по продаже порнографической литературы, подвергался критике со стороны местных жителей и общественных организаций, которые отмечали негативное влияние этих заведений на стоимость находящейся рядом недвижимости, повышенный уровень преступности и беспокойства местных жителей, и предлагали либо закрыть их, либо вынести в определённые зоны города. Однако не все в Портленде поддерживали точку зрения, согласно которой такие заведения следовало закрыть, и в поддержку секс-кинотеатров были направлены две петиции — одна от жителей и одна от местных бизнесменов. Первая петиция в поддержку Орегонского театра собрала 640 подписей, а вторая — восемь. В 1981 году городские власти приняли решение, что такие заведения могут находиться только в определённых зонах города, причём 4 из 5 секс-кинотеатров, включая Орегонский, не удовлетворяли новым критериям. Позже городской совет принял резолюцию, согласно которой в течение последующих шести месяцев заведения, не удовлетворяющие новым критериям, будут находиться под усиленным наблюдением полиции с целью определить их влияние на окружающую территорию. В результате в 1982 году решение, что все секс-кинотеатры должны находиться лишь в определённых Бюро планирования местах, было утверждено. Несмотря на это решение, все действующие секс-кинотеатры так и остались на своих местах и продолжили демонстрацию порнографических фильмов, однако до 2007 года в Портленде не открылось ни одного нового подобного заведения.

## Отзывы

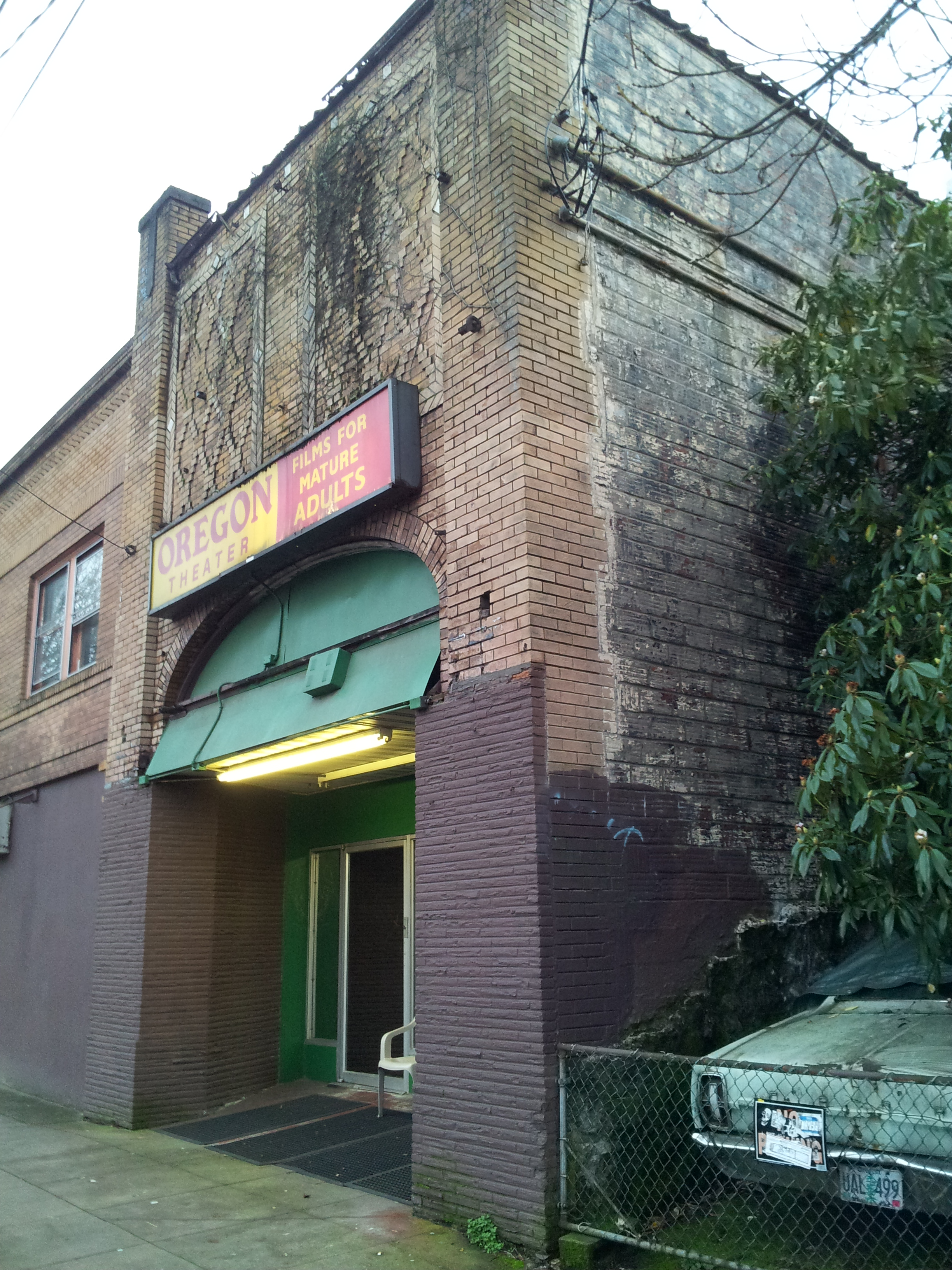
Вход в театр в 2014 году

Согласно работнику местного киноархива и писателю Гари Лачеру, тот факт, что Орегонский театр является старейшим действующим порнографическим кинотеатром Портленда, «редко отмечают публично». Он также назвал театр «последним оплотом уходящей эпохи», имея в виду бум популярности порнофильмов в городе в 1970-е годы. В интервью Лачер озвучил свою мечту о том, чтобы театр вернулся к показу более традиционного кино, но подчеркнул, что рад уже тому, что заведение до сих пор не закрыто, а здание не снесено.
В 2004 году GNT Planning, под руководством Division Vision Coalition (DVC), в состав которого входили члены местных общин, в своём отчёте включило театр в список «Инвестиционно привлекательных и аутентичных мест». DVC вкладывают в «экономику местных предпринимателей, в улучшение вида улиц, которые бы привлекали местных жителей, а также в экологическое развитие». В отчёте было указано, что здание Орегонского театра обладает рядом ценных для общины характеристик, таких как добротная постройка, местный владелец и обращённый на улицу фасад.
В 2005 году журнал The Portland Mercury в своём обзоре написал, что обилие мягких диванов делает посещение театра комфортным, однако подверг критике тот факт, что в кинотеатре всего один экран и что в основном показывают гетеросексуальные фильмы. В публикации говорилось, что здание «более похоже на настоящий кинотеатр, чем на помещение для оргий (хотя без мастурбации всё-таки не обходится)… Театр не настолько плох, как большинство ему подобных, а внутри даже есть велосипедная парковка». В 2012 году на сайте «Портландии» был опубликован список «наиболее необдуманных мест для празднования дня Святого Валентина». В статье IFC отметили, что «учитывая уменьшающееся количество секс-кинотеатров в стране, можно привести аргумент в пользу того, что театр является частью истории Портленда и его посещение сродни посещению музея… однако лучше не рисковать и держаться подальше». В 2013 году Portland Monthly написал, что сооружение «кажется неуместным», а обветшалое кирпичное здание не вписывается в окружение недавно отстроенной Саутист-Дивижин-стрит.
В 2013 году издание Willamette Week включило в свой ежегодный путеводитель по ресторанам несколько заведений с Саутистерн-Дивижн и сделало юмористический прогноз о возможном будущем некоторых известных мест. В частности, оно предположило, что Орегонский театр может стать одним из заведений «McMenamins Mophouse & Brewery» — местной сети пивоварен, исторических гостиниц, концертных площадок и пабов. Willamette Week написал: «Когда один из последних секс-кинотеатров в стране наконец-то сдастся под натиском рынка, McMenamins реконструируют здание, сохранив его исторический облик с отверстиями для подглядывания между обеденными кабинками, липким танцполом и VIP-комнатой в кабине киномеханика». 